# MCI (лейбл)
MCI — собственный рекорд-лейбл германского продюсера Фрэнка Фариана (Frank Farian). Музыкальные коллекционеры прозвали логотип компании Фариана «надкушенным бубликом». По некоторым данным, дизайн логотипа был разработан в Англии.
«Первыми ласточками», выпущенными на этом лейбле, стали группы TRY’N’B (3-я «реинкарнация» Milli Vanilli) с альбомом «Sexy Eyes» и Boney M. с успешной компиляцией «Gold».

## История
До 1992 года продукция Фариана выпускалась под марками FAR Music и IMP.
К началу 90-х продюсер решил окончательно выделить свой собственный рекорд-лейбл из структуры тогдашней BMG (Bertelsmann Music Group), поскольку это давало ему право дополнительного выбора дистрибьютера своей продукции. В 2005 году Universal Music, заключившая соглашение с Фарианом, выпустила сингл группы GIFT и готовилась опубликовать новый сингл проекта CHILLI. Однако после объединения музыкального бизнеса компаний Sony Music и BMG, Фариану были предложены более выгодные условия, чем на Universal. Sony BMG получила эксклюзивное право на распространение продукции MCI по всему миру.
В настоящий момент Фрэнк Фариан имеет 5 звукозаписывающих студий (в Германии, Бельгии, Испании, США, на Багамах), производящую компанию FAR Music Production GmbH, музыкальное издательство FMP Songs и уже упомянутый рекорд-лейбл MCI, который выпускает не только аудио, но и видеопродукцию через Sony BMG (с 2010 года Sony Music) https://sonymusic.de/kuenstler/boney-m . Продюсер имеет также несколько дочерних отделений FAR Music GmbH: американское AME (Miami, USA), британское DCM (London, England), книжное издательство Franks Kleiner Buchverlag и европейскую медиакомпанию FAR Bruxelles (Belgium).
Однако прежде чем Фариан открыл все эти компании для ведения собственного бизнеса, он использовал другие звукозаписывающие студии и публиковался на западногерманских лейблах Hansa Records, Polydor и некоторых других. В то время авторские права на песни обеспечивало его первое издательство FAR Musikverlag.
По данным немецкого журнала Der Spiegel Фрэнк Фариан реализовал более 950 миллионов звуконосителей (статистика за январь 2021 года) и входит в первую десятку крупнейших музыкальных продюсеров мира.

## Исполнители MCI
- Andia Feat. Desert Rose
- Benny
- Boney M.
- Chill
- Chilli
- D.J.
- Daddy Cool Kids
- Daniel Lopes
- Deutschlands Härteste Oma
- Eruption
- FAR Corporation
- Frank Farian
- Frank Farian feat.Yanina
- Gift
- Gilla
- Jerry James
- La Bouche
- La Mama
- MAD
- Ma Belle
- Milli Vanilli
- Nemorin
- Nadja
- No Mercy
- Precious Wilson
- Q
- Try 'N' B
- ZZ Queen